# Тео Цванцигер
Тео Цванцигер (народився 6 червня 1945 р.) - німецький юрист і спортивний чиновник. Він був президентом Німецької футбольної асоціації (DFB) з 2006 по 2012 рік. За свій внесок в німецький футбол він отримав Bundesverdienstkreuz в 2005 році.

## Кар'єра
Тео Цванцигер був гравцем-аматором в місцевій VfL Altendiez, де грав до 1975 року. Він вивчав право в Майнці і здобув вищу освіту в галузі фінансового та конституційного права. З 1980 по 1985 рік він працював суддею в Кобленці, перш ніж приєднатися до уряду землі Рейнланд-Пфальца в якості представника ХДС. 
У 1992 році Цванцигер увійшов в DFB в якості члена виконавчої ради ( "Mitglied des Vorstandes"). Він був життєво важливою частиною новаторського рішення 2001 року про надання автономії професійним командам німецької Бундесліги, дозволяючи їм об'єднуватися в DFL (Deutsche Fußball-Liga). У 2001 році Цванцигер був призначений скарбником DFB і обраний віце-президентом в 2003 році. За свій внесок в німецький футбол він отримав Bundesverdienstkreuz в 2005 році. 8 грудня 2006 року він був призначений співпрезидентом разом з Герхардом Майєром-Форфельдер. Після того, як Майер-Ворфельдер покинув DFB і в 2007 році став віце-президентом УЄФА, він став єдиним президентом DFB. 
2 березня 2012 року він пішов у відставку. У березні 2016 року Комітет з етики ФІФА порушив офіційну справу проти Цванцигера в зв'язку з присудженням нагороди чемпіонату світу з футболу 2006 року.

## Крім спортивного життя
Тео Цванцигер відвідував школу Тілемана в Лімбурзі-на-Лані і пройшов там свій абітурієнт в 1965 році. У цьому ж році він розпочав підготовку податкового інспектора (Університет фінансів Еденкобен), після чого вивчав право та юридичну службу. З 1976 по 1980 рік він працював в адміністрації Вестервальдкрайзу в Монтабаурі і докторував у 1978 році в Університеті Майнца з дисертацією на тему податкового та конституційного права.  Тоді Цванцигер працював адміністративним суддею з 1980 по 1985 рік. У наступний період він був членом ХДС до парламенту штату Рейнланд-Пфальц до 1987 року. З 1987 по 1991 рік він виконував обов'язки президента округу тодішнього округу Рейнланд-Пфальц Кобленца і, нарешті, адміністративного судді у податковому сенаті Вищого адміністративного суду Кобленца. У 1991 році Цванцигер заснував юридичну фірму в Єні, а згодом другу в Альтендіесі. Юридична фірма Dr. Theo Zwanziger & Collegen базується в Гермсдорфі та Гері в Тюрінгії .
Тео Цванцигер одружений і має двох синів. Він євангеліст. Син Цванцигера Ральф є менеджером з жіночого футболу в TSG 1899 Hoffenheim . 19 червня 2011 року його побачили в камеї в Tatort Im Abseits . 

## Почесні відзнаки та нагороди
Особливо під час свого перебування на посаді голови Німецької футбольної асоціації Цванцигер був відзначений різними нагородами:
- 2004 Золотий Почесний знак від DFB
- 2005 Федеральний хрест за заслуги 1-го класу Федеративної Республіки Німеччина (повернений Федеральному Президентові в липні 2019 року)
- Премія Манео Толерантії за 2008 рік за його "роботу проти нетерпимості та гомофобії у популярному спорті"  (разом з футболістом Філіппом Ламом та вченою зі спорту Танею Вальтер )
- Премія Асоціації проти забуття - за демократію 2008 р.
- 2009 Голка компаса гей-мережі NRW 2009
- 2009 Премія Лео Бека «за його роботу проти ксенофобії, дискримінації та правого екстремізму».
- Великий федеральний хрест за заслуги 2012 року (повернений Федеральному президенту в липні 2019 року)

## Кримінальне провадження
3 листопада 2015 року прокуратура Франкфурта-на-Майні оголосила, що розслідує Цванцигера за підозрою в ухиленні від сплати податків. У 2007 році Цванцигер, будучи президентом DFB, підписав податкову декларацію на Чемпіонат світу 2006 року, в якій участь у культурній програмі було зазначено як операційні витрати.  У травні 2018 року прокурори висунули звинувачення Цванцигеру.  Однак у жовтні 2018 року Франкфуртський регіональний суд відхилив відкриття головного провадження щодо ухилення від сплати податків проти двох колишніх президентів DFB Тео Цванцигера та Вольфганга Нірсбаха та колишнього генерального секретаря DFB Горста Р. Шмідта. У липні 2019 року він повернув два федеральні хрести за заслуги, отримані Цванцигером у 2005 та 2012 роках, федеральному президенту Франку-Вальтеру Штайнмаєру на тій підставі, що він не хотів би бути нагородженим державою, чиї чиновники Гессі у відділі податкових розслідувань та На його думку, прокуратура переплутала послушну адміністрацію з неконтрольованим завзяттям до переслідування. 

В офісі швейцарської федеральної прокуратури порушено кримінальну справу  Цванцигера 6 листопада 2015 року з підозрою в шахрайстві, ненадійного управління бізнесом, відмиванні грошей і розтраті  і, в серпні 2019 року, обвинувачувальний висновок проти колишніх чиновників DFB Хорст Р. Шмідт , Тео Цванцигера і Wolfgang Нірсбах та швейцарець Урс Лінсі .  Тео Цванцигер прокоментував обвинувачувальний акт так: 
«Вся ця швейцарська кампанія запустіла, порочна і повністю зазнає краху, бо мені немає в чому дорікати. Ці некомпетентні слідчі кидаються головою об стіну - зрештою стіна завжди перемагає. Усе це вже давно судовий скандал і відсутність дійсно звинувачувальної поведінки щодо обвинуваченого ".
Адвокати обвинувачених вимагали призупинення або зупинення судового розгляду, зокрема, через пандемію COVID-19 , але суд заперечив це 5 березня 2020 року.  Рішення першої інстанції повинно було бути винесене до кінця квітня 2020 року, щоб уникнути строку позовної давності.  17 березня 2020 року Федеральний кримінальний суд призупинив процес, а позовна давність наступила 27 квітня. 